# Роксборо (Северная Каролина)
Роксборо (англ. Roxboro) — крупнейший город и административный центр (столица) округа Персон в штате Северная Каролина в Соединённых Штатах Америки.
Согласно результатам переписи населения США, проведённой в 2020 году, число жителей города составляло 8134 человека, что, для такого небольшого населённого пункта, существенно меньше (− 2,7%), чем было во время предыдущей переписи прошедшей в 2010 году (8362 человека).

## История
Роксборо назван в честь шотландского города Роксбург. Хотя названия пишутся по-разному, произносятся они на английском одинаково. До официального принятия названия Роксборо поселение называлось «Мокассин Гэп». 
9 января 1855 года поселение было инкорпорировано и включено в реестр штата, благодаря чему некорпоративное сообщество Роксборо официально получило статус города («Сity of» / «Town of»).
Исторический центр города и множество отдельных архитектурных объектов города были занесены в Национальный реестр исторических мест США, что привлекает множество туристов и существенно способствует наполнению городского бюджета.

## География
В соответствии с данными указанными на сайте центрального статистического органа страны — Бюро переписи населения США, общая площадь города Роксборо составляет 7,03 квадратных мили (18,2 км²), из которых 7,03 квадратных мили (18,2 км²) занимает суша и 0,16% приходится на водную поверхность.

## Климат
Согласно данным представленным Национальной метеорологической службой США в городе Роксборо умеренный субтропический климат с мягкой погодой весной, осенью и зимой. Однако лето может быть жарким и влажным. Зимние температуры обычно колеблются от 10–13 °C (50°F) до −22 °C (60°F), хотя температура −9 °F (60°F) не редкость. Рекордно низкая температура была в январе 1985 года. Весной и осенью температура обычно колеблется от 20 °C до 25 °C (70°F), а ночью −10–14 °C (50°F). Летом температура часто колеблется от 30 до 35 °C (80°F) до 35 °C (90°F) с очень высокой влажностью. Рекордно высокая температура была зафиксирована в июле 1966 года. Самые дождливые месяцы — июль и сентябрь.
В Роксборо за зиму выпадает в среднем 180 мм снега. Почти каждую зиму здесь идут ледяные дожди и мокрый снег, а иногда случаются сильные, разрушительные ледяные бури. Роксборо часто называют «Снежной столицей Треугольника», поскольку из-за большой высоты над уровнем моря во время метелей в центральной части Северной Каролины здесь часто выпадает наибольшее количество снега.